# Pierzchnica
Pierzchnicaⓘ é um município no sudeste da Polônia. Pertence à voivodia da Santa Cruz, no condado de Kielce. É a sede da comuna urbano-rural de Pierzchnica.
Estende-se por uma área de 6,9 km², com 1 255 habitantes, segundo o censo de 31 de dezembro de 2024, com uma densidade populacional de 181 hab./km².
Possuiu os direitos de cidade nos anos de 1359 a 1869 e novamente a partir de 1 de janeiro de 2019.

## História

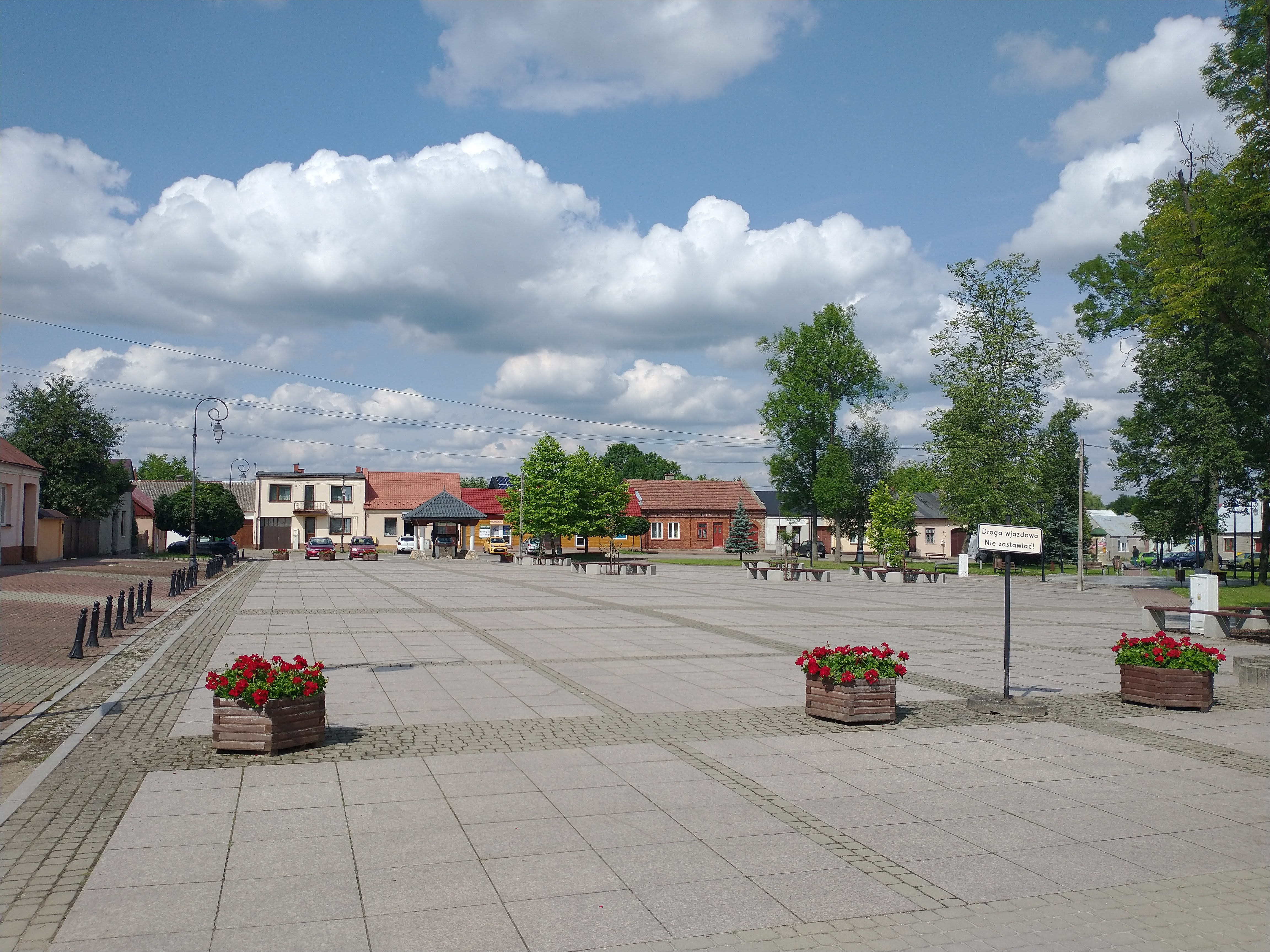
Praça principal

Pierzchnica, originalmente uma vila real, foi fundada como uma cidade real por Casimiro III, o Grande, sob a Lei de Magdeburgo entre 1359 e 1370. A data exata da concessão dos direitos de cidade não é conhecida. Em Jan Długosz, ela aparece sob o nome Pyrzsznycz. No registro de recrutamento de 1579, ela foi registrada como Pyersnicza.
Segundo Długosz, a cidade era uma propriedade real. Havia uma igreja de madeira aqui. Pierzchnica tinha 19 feudos e 2 chefes de comuna. Um dízimo no valor de 10 multas foi aplicado para manter a prebenda de Piebórz na igreja colegiada de Kielce. Inicialmente, o dízimo era dado aos bispos de Cracóvia. Em 1359, o bispo Bodzęta alocou-a para pagar por esta prebenda.
Em 1497, o rei João I Alberto concedeu a Pierzchnica uma feira para o dia de São Miguel e estabeleceu um dia de mercado para a cidade na terça-feira. Em 1512, o privilégio de Neumarkt para a cidade foi confirmado após a destruição do documento original durante um incêndio. Segundo o censo de 1564, havia na cidade 40 casas. De acordo com o registro de recrutamento do condado de Wiślicki de 1578, a cidade pagou 8 florins e 5 grosze pela estrada. Incluindo os impostos sobre os artesãos e feudos municipais, a arrecadação foi de 14 florins e 12 groszy. Portanto, Pierzchnica era um assentamento relativamente pobre (para comparação, Szydłów pagou 211 florins e Busko 151). Com o tempo, o povoado aumentou e a arrecadação aumentou. Em 1629, havia 50 casas em Pierzchnica, 5 padeiros, 3 sapateiros e 3 açougues. Durante a invasão sueca, a cidade foi incendiada.
Em 1780, o rei Estanislau II Augusto estabeleceu novas feiras para Pierzchnica: uma semana depois do dia de São Filipe e Santiago Menor, e no dia de São Lourenço, São Martinho e São Nicolau. A partir de 1774, o proprietário da cidade era da voivodia de Sandomierz, Maciej Sołtyk. De acordo com o último censo de 1789, havia uma prefeitura de madeira aqui. Havia 65 casas católicas e 5 judias. Em 1800, no lugar da igreja de madeira de Santa Margarida, Maciej Sołtyk ergueu uma nova igreja de tijolos.
Segundo o censo de 1827, havia 111 casas e 641 habitantes em Pierzchnica. Em 1862, havia 105 casas e 950 habitantes. No século XIX, de acordo com as autoridades czaristas, os descendentes de Sołtyk construíram uma fábrica de panelas de barro na cidade, que era a principal fonte de renda para os habitantes da cidade. Em 1869, Pierzchnica perdeu os direitos de cidade pela grande ajuda dada aos insurgentes da Revolta de Janeiro. Mais tarde, a vila pertenceu ao condado de Stopnicki.
Nos anos de 1975-1998, a cidade pertenceu administrativamente à voivodia de Kielce.

## Consulta local sobre a classificação da cidade (2017)

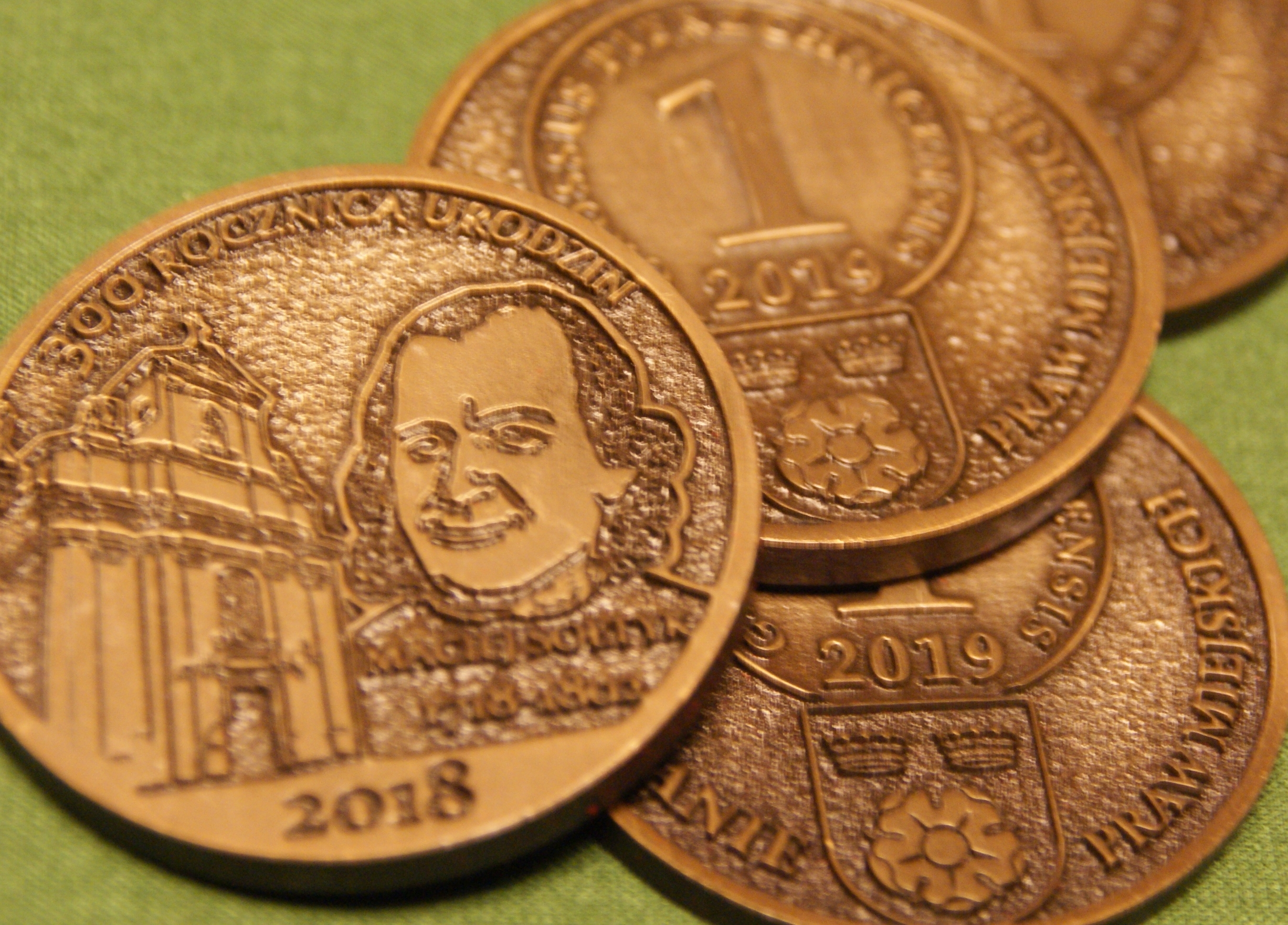
Medalha comemorativa da restauração dos direitos municipais de Pierzchnica

A consulta foi programada para ocorrer de 1 de maio a 30 de junho de 2017. 1 933 pessoas participaram da consulta, ou seja, 51,4% da população adulta do município. 1 772 pessoas, ou seja, 91,7% dos eleitores foram a favor da restauração dos direitos de cidade de Pierzchnica, 76 pessoas (3,9%) foram contra e 85 pessoas (4,4%) se abstiveram. Na própria Pierzchnica, o comparecimento à consulta foi de 64,5% (552 pessoas). 93,7% (517 pessoas) eram a favor da restauração dos direitos municipais, 2,7% (15 pessoas) eram contra e 3,6% (20 pessoas) se abstiveram. Pela Resolução XXVI/72/17, o Conselho Municipal solicitou que Pierzchnica recebesse a classificação de cidade. Com base nas consultas positivas realizadas em 2017, foi decidido solicitar a classificação de cidade para Pierzchnica em 2018. Em 1 de janeiro de 2019, os direitos de cidade foram restaurados.
Em 1 de janeiro de 2019, foi emitida uma medalha comemorativa para comemorar o fato da restauração dos direitos municipais com a imagem de Maciej Sołtyk.

## Monumentos históricos

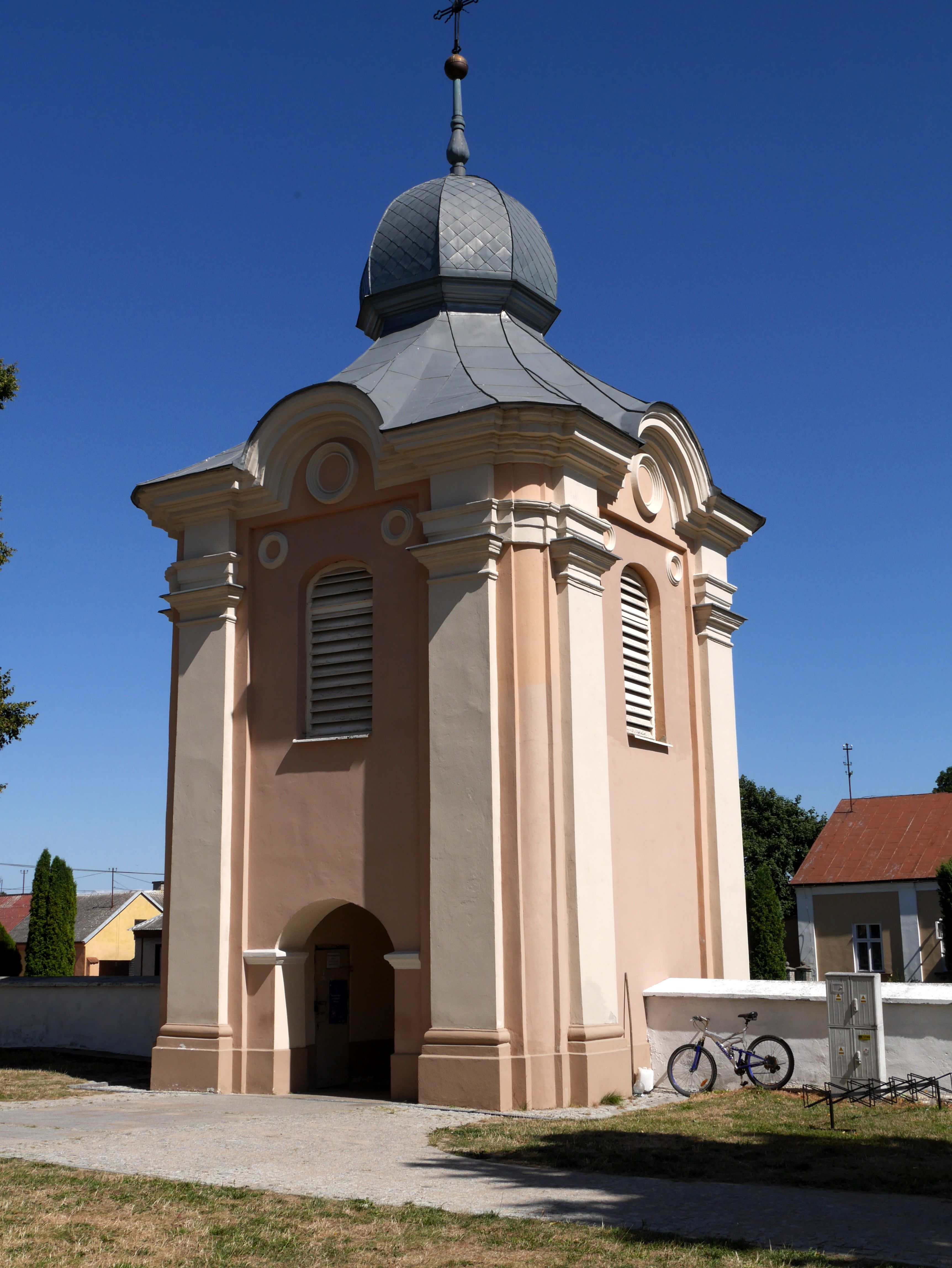
Campanário de 1800

- Disposição espacial da vila, inscrita no registro de monumentos imóveis[13]
- Complexo da igreja paroquial:[13]
  - Igreja de Santa Margarida de 1798-1800[14]
  - Cemitério da igreja com uma cerca da virada dos séculos XIX/XX
  - Campanário de 1800
  - presbitério da virada dos séculos XIX/XX
  - cemitério paroquial com uma cerca
- Uma série de porões que não serviram de abrigos apenas durante as guerras da invasão sueca. A população de Pierzchnica se protegeu neles durante as duas guerras mundiais. E, acima de tudo, pinturas, estátuas e objetos valiosos de ouro foram guardados neles, fornecidos pelos ricos habitantes dessa área.[15]

## Demografia
Conforme os dados do Escritório Central de Estatística da Polônia (GUS) de 31 de dezembro de 2024, Pierzchnica é uma cidade muito pequena com uma população de 1 255 habitantes (39.º lugar na voivodia de Santa Cruz e 964.º lugar na Polônia), tem uma área de 6,9 km² (40.º lugar na voivodia de Santa Cruz e 770.º lugar na Polônia) e uma densidade populacional de 181 hab./km² (33.º lugar na voivodia de Santa Cruz e 870.º lugar na Polônia). Entre 2019–2024, o número de habitantes aumentou 6,5%.
Os habitantes de Pierzchnica constituem cerca de 0,59% da população do condado de Kielce, constituindo 0,11% da população da voivodia de Santa Cruz.
| Descrição                         | Total      | Total   | Mulheres   | Mulheres | Homens     | Homens  |
| --------------------------------- | ---------- | ------- | ---------- | -------- | ---------- | ------- |
| unidade                           | habitantes | %       | habitantes | %        | habitantes | %       |
| população                         | 1 255      | 100     | 665        | 53,0     | 590        | 47,0    |
| área                              | 6,9 km²    | 6,9 km² | 6,9 km²    | 6,9 km²  | 6,9 km²    | 6,9 km² |
| densidade populacional (hab./km²) | 181        | 181     | 95,9       | 95,9     | 85,1       | 85,1    |

## Organizações não governamentais
- Fundação para o desenvolvimento da região de Pierzchnica.[19]
- Casa do idoso Sue Ryder em Pierzchnica.[20]
- Movimento de sobriedade social em Pierzchnica.[21]
- Klub Sportowy Polanie.[22]
- Associação de Educação em Pierzchnica
- Associação de terra de Pierzchnicka.[23]
- Sociedade dos Amigos de Pierzchnica
- Associação de Fruticultores

## Esportes
Na cidade, desde 1978, existe um clube de futebol, Polana Pierzchnica. Na temporada 2024/2025, joga na Classe B, grupo: Kielce I.